# Tennessee-klass (slagskepp)
Tennessee-klass var en fartygsklass av slagskepp som började byggas för USA:s flotta under slutet av första världskriget. Klassen bestod av två fartyg. De var en förbättrad version av den tidigare New Mexico-klassen med bättre skydd mot torpeder och möjlighet att elevera huvudbatterierna högre för längre skottvidd. Klassen var de första amerikanska slagskeppen som byggdes med lärdomar från Skagerrakslaget. Båda fartygen byggdes om i stor utsträckning efter skadorna som de ådrog sig vid attacken mot Pearl Harbor.

## Fartyg i klassen
| Fartygsnamn | Nummer | Varv                       | Kölsträckt      | Sjösatt          | I tjänst        | Avrustad         | Öde                                              |
| ----------- | ------ | -------------------------- | --------------- | ---------------- | --------------- | ---------------- | ------------------------------------------------ |
| Tennessee   | BB-43  | New York Naval Shipyard    | 14 maj 1917     | 30 april 1919    | 3 juni 1920     | 14 februari 1947 | Struken 1 mars 1959; såld som skrot 10 juli 1959 |
| California  | BB-44  | Mare Island Naval Shipyard | 25 oktober 1916 | 20 november 1919 | 10 augusti 1921 | 14 februari 1947 | Struken 1 mars 1959; såld som skrot 10 juli 1959 |

### USSTennessee(BB-43)

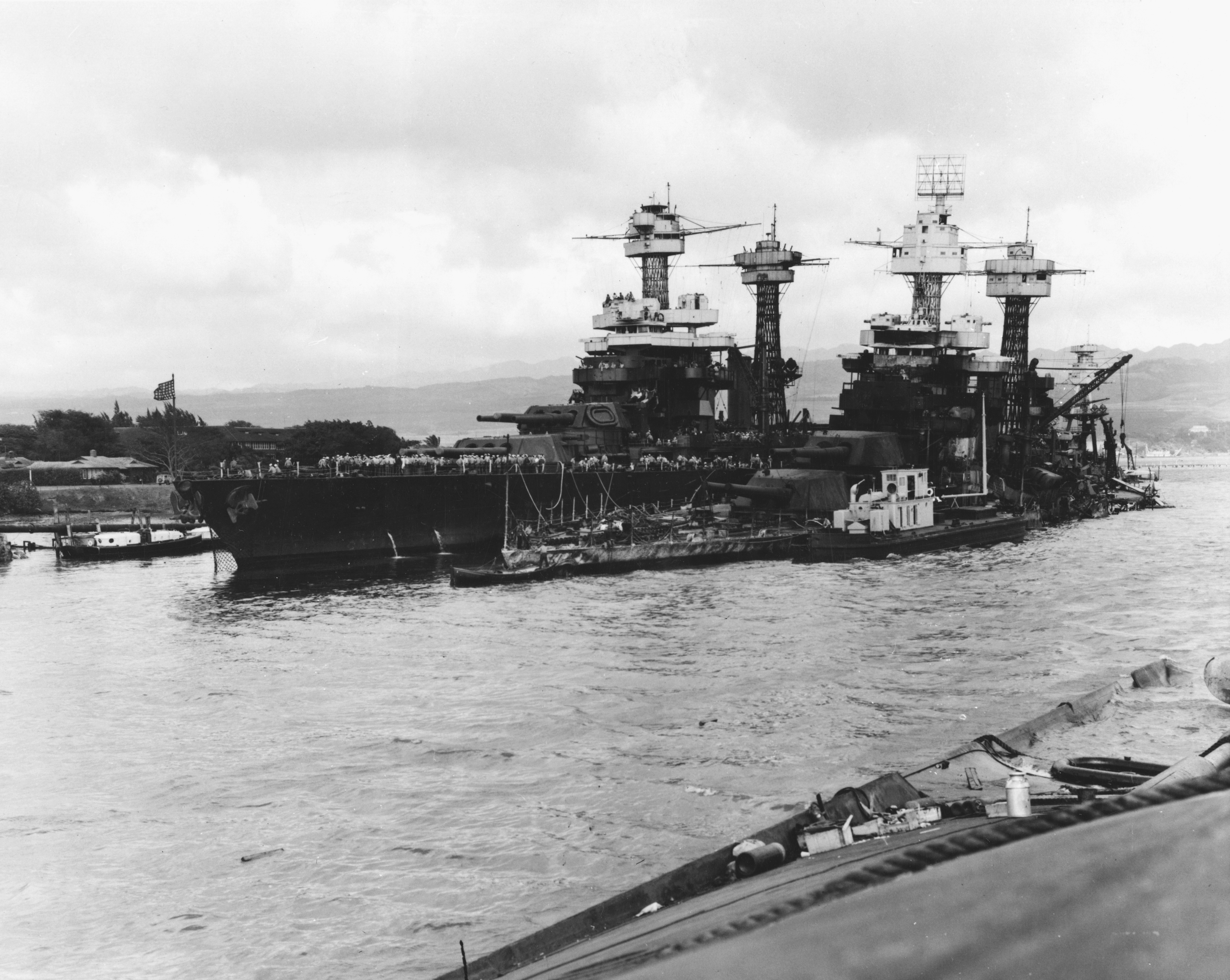
Tennesee ligger inklämd innanför den sjunkna West Virginia tre dagar efter anfallet.

På morgonen den 7 december 1941 var Tennessee förtöjd i Battleship Row på sydöstsidan av Ford Island, Pearl Harbor. Under den japanska attacken mot Pearl Harbor träffades Tennessee av två pansarbrytande bomber. Den första träffade mittenkanonen i torn två och slog ut alla tre kanonerna i tornet, splitter från bombträffen gav USS West Virginia vakthavande befäl Mervyn S. Bennion ett dödligt sår. Den andra bomben gick igenom taket på torn tre och skadade den vänstra kanonen. Tennessee översköljdes av ett regn av bråte när en av USS Arizona durkar exploderade och hennes akter omgavs av brinnande olja från Arizona. Tennessee kom att ligga inklämd innanför den sjunkna West Virginia, först tio dagar efter anfallet kunde hon frigöras och börja resan till Puget Sound Navy Yard för reparation.

### USSCalifornia(BB-44)
Den 7 december 1941 låg California förtöjd i Battleship Row. California blev träffad av två torpeder och en bomb. Bomben slog ut alla kanoner medan de två torpederna gjorde så att hon började luta åt babord. 100 personer dog ombord på USS California.
Tre dagar efter attacken hade fartyget fyllts med så mycket vatten, att hon sjönk. I april 1942 bärgades hon, och renoverade och byggdes om kraftig, US California återgick i tjänst januari 1944.